# Cibotium
Cibotium is een geslacht van varens. De botanische naam is af te leiden uit het Oudgrieks κιβώτιον (kibōtion) = "kist of doos". Het geslacht telt circa 11 soorten in de tropen en subtropen van Zuidoost-Azië en Latijns-Amerika.
Bekende soorten uit dit geslacht zijn:
- C. barometz
- C. glaucum
- C. menziesii (Hawaïaanse boomvaren)
- C. schiedei

Er is geen volledige overeenstemming over de familie waarin dit geslacht ingedeeld moet worden.